# Farol de Cabo Delgado
O Farol de Cabo Delgado, é um farol Moçambicano localizado em no Cabo Delgado, na província do mesmo nome, entre a foz do rio Rovuma e a vila da Palma.
O farol foi construído em 1931, e a sua torre tem a forma hexagonal, de cimento armado, com altura de 42 metros, cúpula bronzeada e varandim de cimento armado, pintada de branco.